# Урманаевский сельсовет
Урманаевский сельсовет — муниципальное образование в Бакалинском районе Башкортостана.

## Население
| 2002 | 2009 | 2010 | 2012 | 2013 | 2014 | 2015 |
| ---- | ---- | ---- | ---- | ---- | ---- | ---- |
| 929  | ↘867 | ↘773 | ↘743 | ↘706 | ↘705 | ↘696 |
| 2016 | 2017 |      |      |      |      |      |
| ↘662 | ↘650 |      |      |      |      |      |

## Состав сельского поселения
| № | Населённый пункт | Тип населённого пункта       | Население |
| - | ---------------- | ---------------------------- | --------- |
| 1 | Урманаево        | село, административный центр | ↘256      |
| 2 | Суюндюково       | село                         | ↘147      |
| 3 | Таллы-Сыза       | село                         | ↘147      |
| 4 | Камаево          | село                         | ↘136      |
| 5 | Мирзаитово       | деревня                      | ↘87       |